# Hermandad de la Soledad Dolorosa (Segovia)
La Hermandad de Nuestra Señora de la Soledad Dolorosa. Cofradía del Recogimiento es una cofradía católica de Segovia, Castilla y León, España. Tiene su sede canónica en la iglesia de Santa Eulalia
Sale en procesión el Domingo de Ramos, el Martes Santo, el Jueves Santo con el traslado de la imagen de Nuestra Señora de la Soledad Dolorosa a la Catedral de Segovia y el Viernes Santo, al participar en la Procesión de los Pasos. Las imágenes titulares de la hermandad son: Nuestra Señora de la Soledad Dolorosa, Santo Cristo de la Esperanza, ambos de autor anónimo, y el Santo Cristo atado a la columna, obra de Pedro de Bolduque.

## Historia
La hermandad es fundada en 1921, cuando el obispo don Manuel Castro y Alonso concede la licencia parar que la talla de Nuestra Señora de la Soledad Dolorosa participe en la Procesión de los Pasos, siete años más tarde, en 1928 se funda la Hermandad de Nuestra Señora de la Soledad Dolorosa con el objetivo de fomentar el culto a María en su Soledad. Originalmente era la única cofradía que procesionaba con el caperuzo armado, pero poco a poco el resto de cofradías también lo fueron adoptando.
Entre 1927 y 1928 se labra la corona-aureola para Nuestra Señora de la Soledad Dolorosa, obra del orfebre segoviano Daniel Riopérez. Ese mismo año las monjas del convento de Santa Isabel bordan el primer manto siguiendo el diseño creado por una de las religiosas del Hospicio, más tarde en 1945 se amplía el primer manto y se confecciona la cola del mismo. Finalmente en 1996, las madres clarisas de Zamora bordaron el último manto con el escudo de la ciudad de Segovia en él.

## Pasos

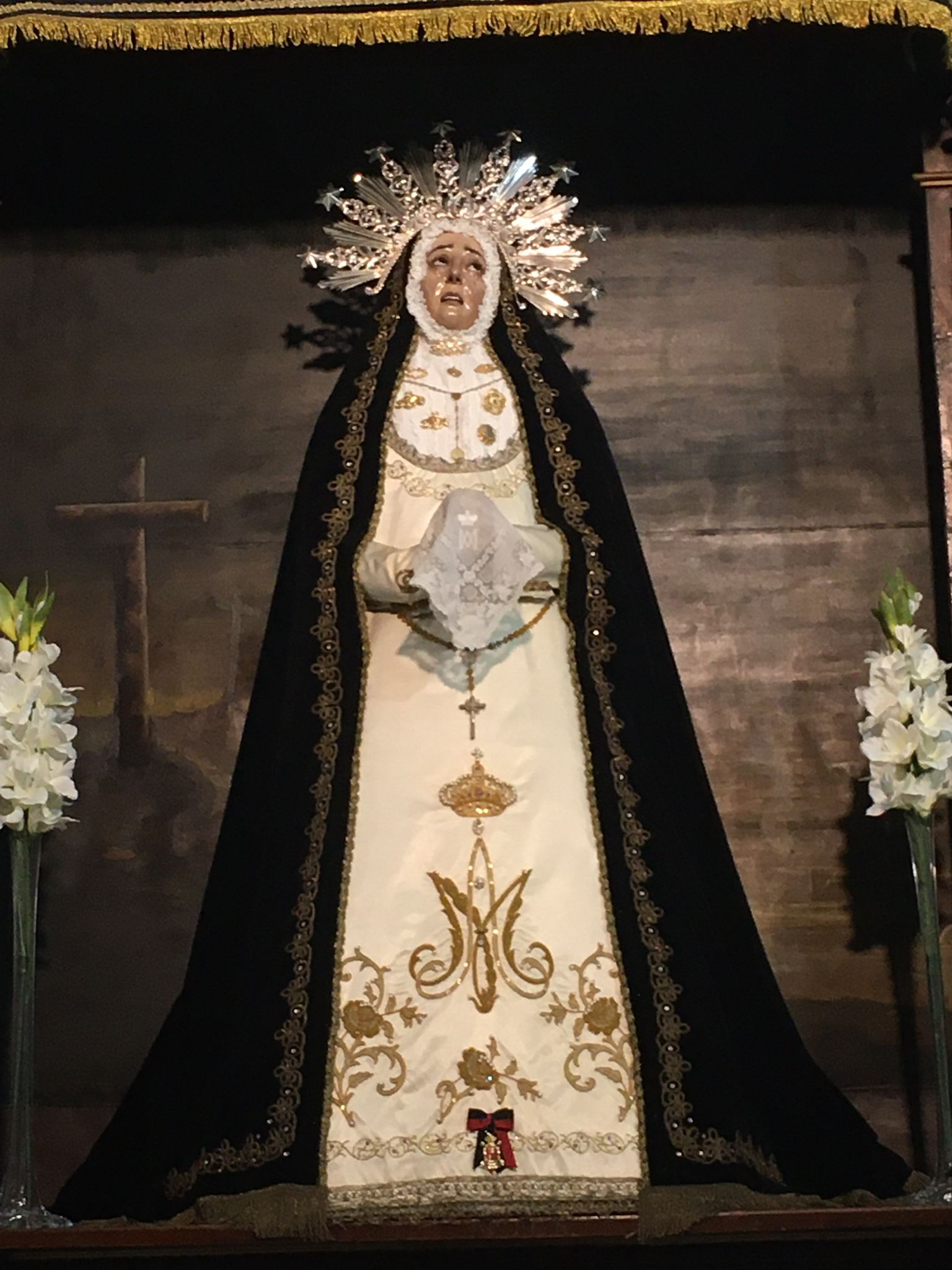
Imagen de Nuestra Señora de la Soledad Dolorosa en su sede canónica

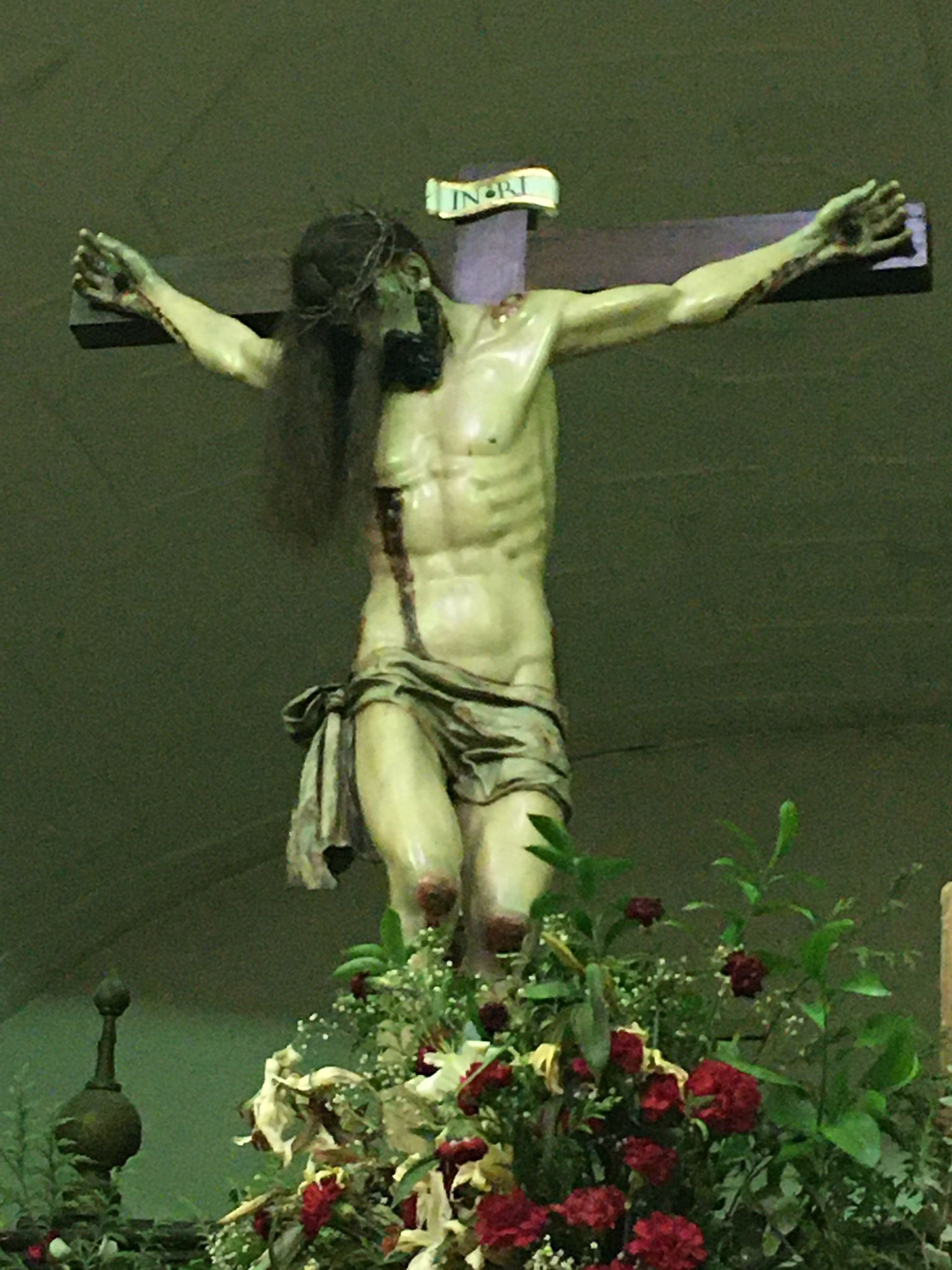
Santo Cristo de la Esperanza en su sede canónica

### Nuestra Señora de la Soledad Dolorosa
La talla de madera policromada es una virgen de candelero, es decir, solo su rostro y manos están talladas, se la data entre los siglos XVII y XVIII, es de autor anónimo. Su rostro refleja el dolor y desgarro de una madre que ha perdido a su hijo. La imagen procesiona con un manto negro bordado y con una corona-aureola.

### Santo Cristo de la Esperanza
La imagen es de madera policromada, completamente vaciada en el interior, de autor anónimo y realizada en el siglo XVII, se suele considerar que salió por primera vez en procesión el 23 de junio de 1733. La imagen nos muestra a Cristo crucificado con la principal característica de que el pelo que cae sobre su cara no esta tallado, sino que fue añadido posteriormente. Su paso es transportado en andas

### Santo Cristo atado a la Columna
Obra de Pedro de Bolduque en el siglo XVI, representa a Cristo abrazando la columna en la que ha sido flagelado. Originalmente era acompañada en procesión por el gremio de carpinteros, hasta que pasa a ser custodiada por la hermandad de Socorros Mutuos en la década de 1950, finalmente en 1970 dejará de procesionar con la hermandad. Actualmente procesiona el Domingo de Ramos.

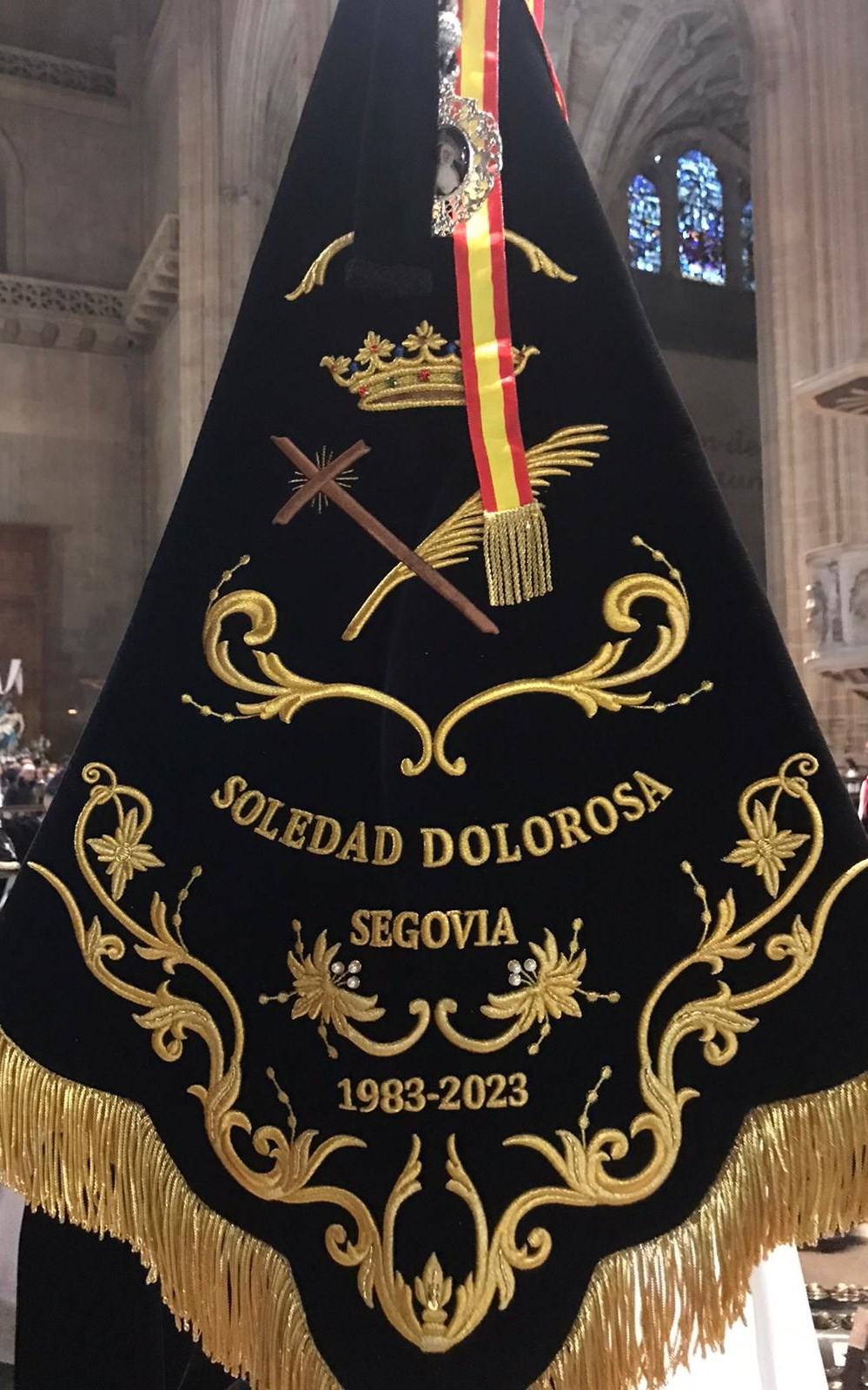
Estandarte de la Banda

## Hábito

### Nazarenos
Los nazarenos visten hábito y caperuzo de raso negro, junto con capa y cinturón blancos.

### Músicos
Los músicos durante las procesiones visten hábito negro junto con capucha negra con reborde en amarillo y cíngulo blanco.

## Acompañamiento
La hermandad procesiona con miembros de la Academia de Artillería de Segovia y junto con la Banda de cornetas y tambores de la Hermandad de Ntra. Sra. de la Soledad Dolorosa.